# Aracely Escalante Jasso
Aracely Escalante Jasso (Ciudad del Carmen, Campeche, 17 de julio de 1943) es una política mexicana, miembro del Partido Revolucionario Institucional, que ha sido senadora y en dos ocasiones diputada federal.
Escalante se ha desempeñado como presidenta del DIF de Ciudad del Carmen, diputada al Congreso de Campeche de 1994 a 1997, diputada Federal a la LVII Legislatura de 1997 a 2000 y de ese año a 2006 senadora por Campeche a las Legislaturas LVIII y LIX y en 2006 fue nuevamente electa diputada federal plurinominal a la LX Legislatura hasta 2009.
Fue la directora del INAPAM 2012-2018.